# VW Constellation

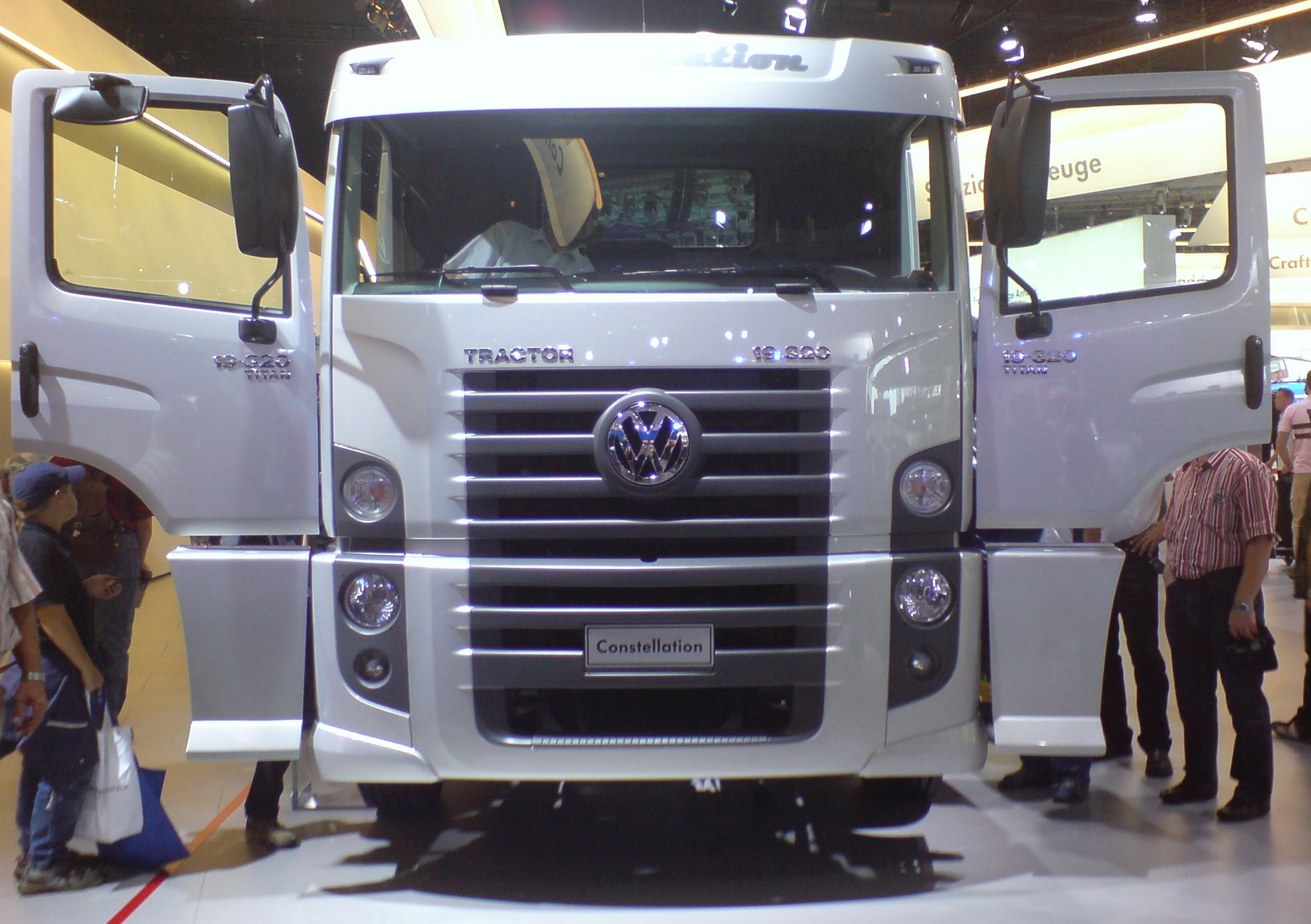
VW Constellation Titan Tractor 19.320

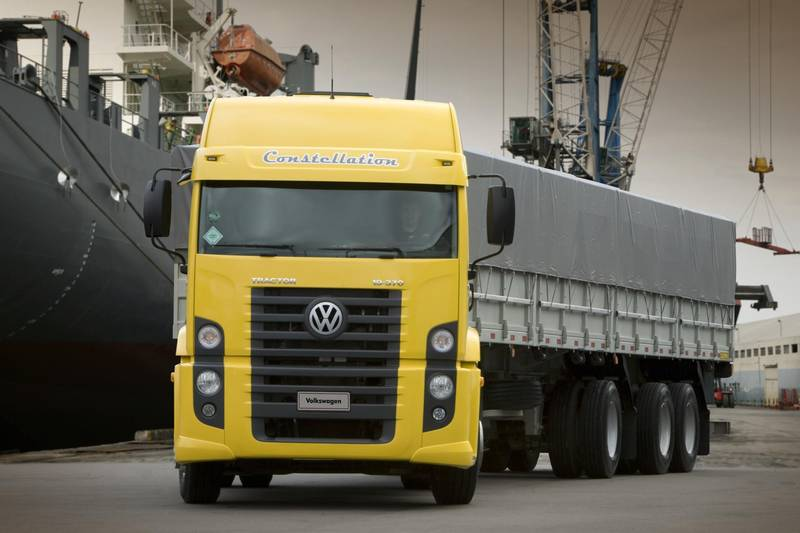
VW Constellation

Der VW Constellation ist ein LKW von Volkswagen Caminhões e Ônibus. Der Constellation wird seit dem Spätjahr 2005 hauptsächlich für den südamerikanischen Markt produziert. Die kleineren Sattelzugmaschinen werden bereits seit 2002 im selben Werk als VW Titan produziert.
Seit November 2009 werden die Nutzfahrzeuge Constellation und Volksbus auch von MAN Truck & Bus Africa im südafrikanischen Produktionswerk Pinetown produziert.

## Entwicklung
Deutsche und brasilianische Ingenieure waren an der Entwicklung der neuen Nutzfahrzeuggeneration der damaligen brasilianischen Volkswagen Nutzfahrzeuge-Tochter Volkswagen Caminhões e Ônibus beteiligt. Die Entwicklungszeit betrug vier Jahre.
Die ersten Fahrzeuge der völlig neu entwickelten Constellation-Reihe, darunter schwere Lkw mit bis zu 45 Tonnen, rollen allerdings vorerst nur auf den Straßen Lateinamerikas und Afrikas. Die Markteinführung auf rund 30 weiteren Märkten der südlichen Hemisphäre ist anschließend geplant. VW gab in einer Presseerklärung bekannt, mit Lkw und Omnibussen Global Player auf den sich entwickelnden Märkten der Südhalbkugel werden zu wollen. Für diese Märkte sei somit jetzt ein modernes und maßgeschneidertes Angebot vorhanden. Für das Jahr 2007 wurde laut Volkswagen Caminhões e Ônibus ein Produktionsziel von 50.000 Einheiten angepeilt.

## Beschreibung
Wegen der Auswahl der Materialien, der Schweißtechnik und der Lackierung gewährt der Hersteller eine sechsjährige Garantie gegen Durchrostung für das Führerhaus des Constellation.
Trittstufen an der Front erleichtern dem Fahrer das Reinigen der Windschutzscheibe. Kleinere Servicearbeiten wie das Nachfüllen von Motoröl, das Kontrollieren der Kupplungsflüssigkeit, das Wechseln des Luftfilters und das Auffüllen des Wischwasserbehälters lassen sich durch die geöffnete „Motorhaube“ durchführen. Eine manuell zu bedienende Hydraulikvorrichtung legt die Kabine um 58 Grad um.
Bei der Entwicklung der Constellation-LKW wurden sowohl in Deutschland als auch in Brasilien virtuelle und reale Crashtests vorgenommen. Die Kabine ist so konstruiert, dass sie Deformationsenergie aufnimmt. Diese Eigenschaft ist bereits im aktuellen Führerhaus der Zugmaschine vorhanden und wird darüber hinaus zur Ausstattung der Delivery- und Worker-Modelle gehören.
Zum Kippen der Kabine müssen der Schalthebel ausgekuppelt, die Bremsen angezogen, die Türen geschlossen und das Frontgitter geöffnet sein. Falls man versucht, das Fahrerhaus bei geöffneten Türen zu kippen, ertönt ein akustisches Signal. Um Tests bei der periodischen Wartung durchführen zu können, ist der Anlasser mit einem ferngesteuerten Motorstartsystem ausgestattet. Das funktioniert nur dann, wenn kein Gang eingelegt und die Handbremse angezogen ist.
Volkswagen Caminhões e Ônibus ist in Brasilien Marktführer bei schweren Lkw und einer der führenden Hersteller im Segment der Stadt- und Reisebusse.
Das Unternehmen ist der größte Lastwagenproduzent Brasiliens und dort Marktführer bei den Trucks mit einem zulässigen Gesamtgewicht größer als fünf Tonnen. Die Fahrzeuge werden in über 30 Ländern Südamerikas, Afrikas und des Mittleren Ostens verkauft.

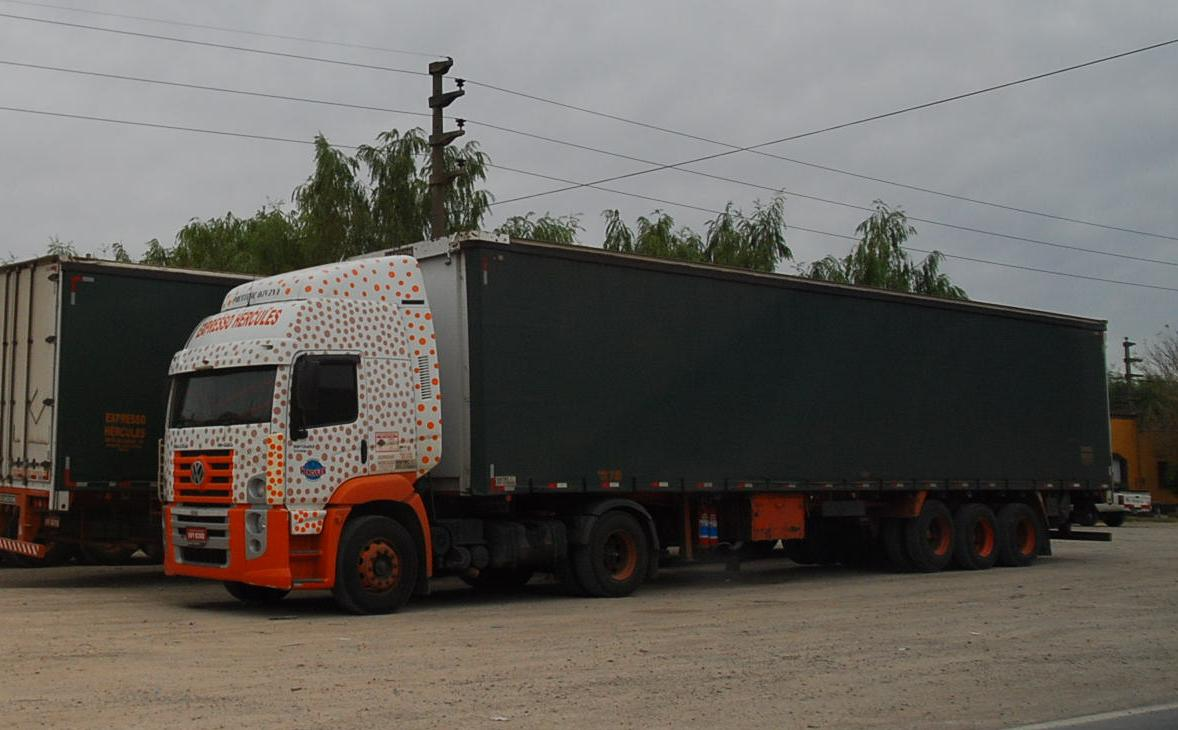
Der Constellation mit Auflieger

## Versionen in Europa
Nach Angaben von Volkswagen ist der Constellation in der in Südamerika produzierten Form in der EU nicht zulassungsfähig. Volkswagen hält in Europa aber einige zugelassene Pressefahrzeuge vor, davon steht mindestens ein Fahrzeug bei Volkswagen Nutzfahrzeuge Oldtimer in Hannover.

## Motorsport
Gelegentlich tritt der Constellation in Europa als Pace Car in der FIA European Truck Racing Championship auf.
In Brasilien nahm VW mit einem werkseingesetzten VW Constellation in der Formula Truck teil und gewann 2006 und 2007 den Meistertitel.
In der Saison 2004 und 2005 trat VW auch in Deutschland bei Truckrennen der FIA Super Race Truck Series an. Allerdings wurde hier der VW Worker als Basis des Race-Trucks verwendet. In beiden Jahren gewann VW mit den Fahrern Markus Oestreich und Ralf Druckenmüller den Meistertitel. Partner des Wolfsburger Herstellers war das Deutsche Post World Net Truckteam.
2006 war eine von Markus Oestreich pilotierte Rennversion mit einem mehr als 1175 kW starken 12-Liter-Biturbodiesel beim internationalen Bergrennen Arosa ClassicCar zu Gast. Aufgrund seines großen Wendekreises musste der Truck in den beiden engsten Haarnadelkurven jeweils zurücksetzen.

## Technik

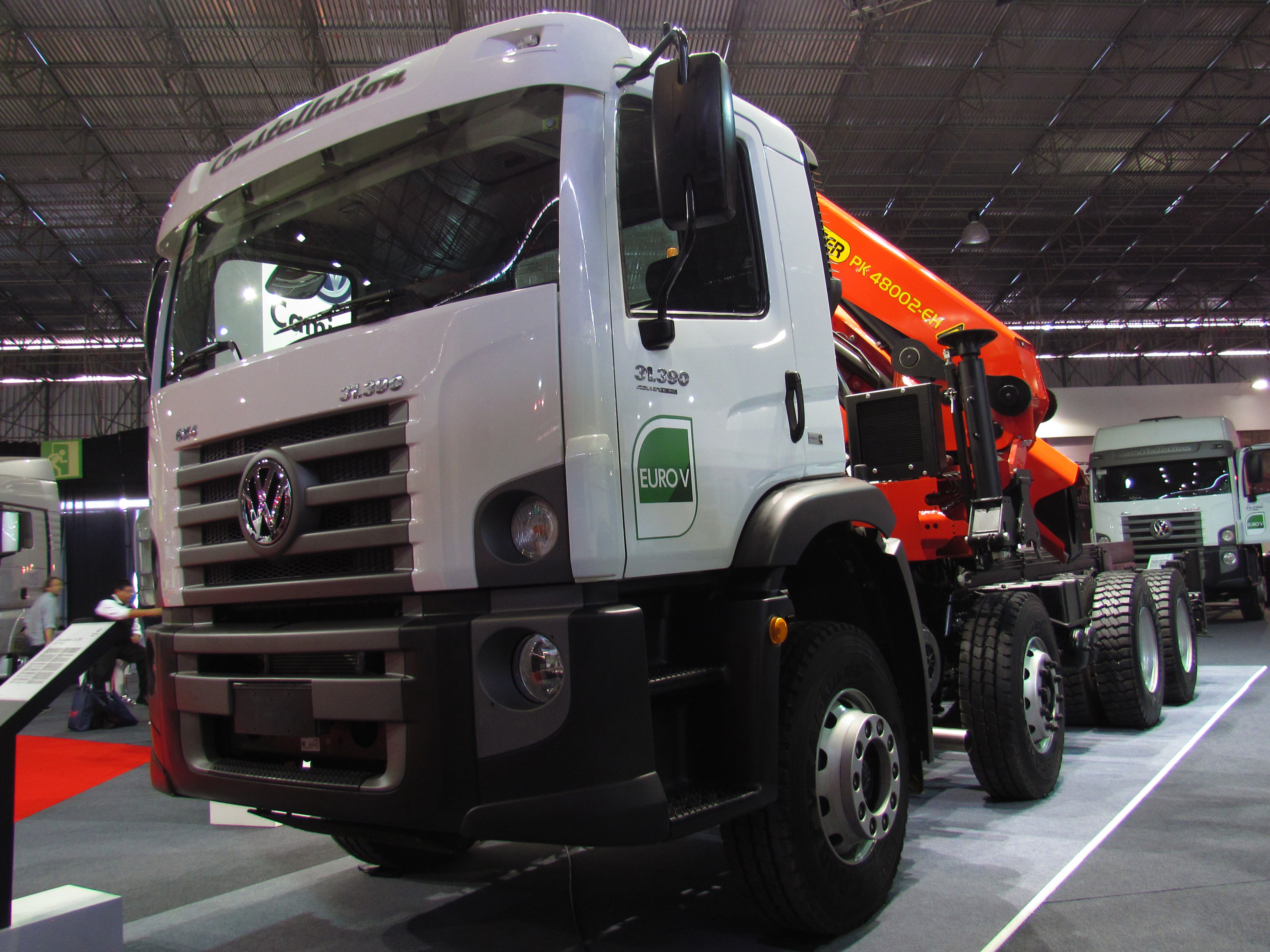
Volkswagen Constellation 31.390 (8×4) auf einer Fahrzeugmesse (2014)

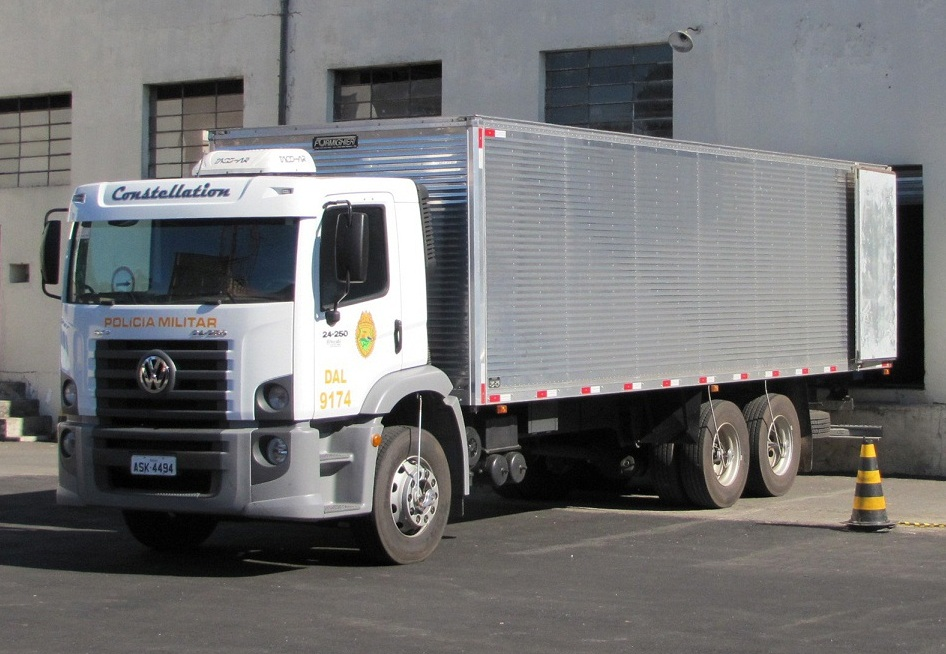
Volkswagen Constellation 24.250 (6×4) der brasilianischen Militärpolizei mit Reifendruckregelanlage (2011)

Das Fahrgestell des Constellation besteht aus folgenden Baugruppen: Achsen von Meritor, Bremsen mit serienmäßigem Lufttrockner und optionalem Consep-Abscheider (Ölabscheider), elektronischen Cummins Interact- oder ISC-Motoren mit geänderten Kühlern in Kupfer und Zinn, Motorkühlerpropeller mit elektromagnetischer Fixierung (weniger Lärm) und ein System mit zylindrischem Dämpfer.
Nachdem anfangs alle Constellation mit Motoren von Cummins ausgestattet waren, wurden die Modelle VW Constellation 13.190, 17.190 und 17.280 auf einen MAN D08 Motor umgestellt. Die größeren Motorisierungen ab 17.330 werden weiterhin von einem Cummins ISL angetrieben.
Das elektronische Management dieser Motoren lässt den Einsatz eines VCO-950-Diagnosetools zu und die Installation neuer Zubehörteile, wie das Volksnet, ein Rückverfolgungs- und Echtzeit-Informationssystem für die Fahrzeuglokalisierung. Das Management ermöglicht ebenfalls das Aufzeichnen von Daten über die Fahrerleistung und warnt vor möglichen Gesetzesübertretungen.
Die Cummins-Motoren sind Reihen-Sechszylinder mit 8,3 Litern Hubraum. Das Getriebe von ZF do Brasil verfügt über 16 Gänge.